# Comitè Internacional de Pesos i Mesures
El Comitè Internacional de Pesos i Mesures (CIPM, acrònim del francès Comité International des Poids et Mesures) és un dels tres organismes encarregats del manteniment del Sistema Internacional d'Unitats (SI). És format per 18 membres de diferents estats membres de la Convenció del Metre, la seva seu és a Sèvres, Hauts-de-Seine, prop de París. La tasca principal del CIPM és la d'assegurar la uniformitat mundial de les unitats de mesura per mitjà de la seva acció directa o sotmetent propostes a la Conferència General de Pesos i Mesures (CGPM).
El 1927 seguint les indicacions del BIPM es van crear una sèrie de comitès consultius, alguns de permanents i d'altres de temporals. Els comitès són els responsables de la coordinació internacional del treball de diferents grups d'estudi en diferents camps o matèries i de proposar recomanacions als CIPM respecte de les unitats de mesura. Hi ha 10 comitès permanents:
1. Comitè Consultiu per l'Electricitat i el Magnetisme (CCEM). Nom donat el 1997 a l'antic Comitè Consultiu per l'Electricitat que havia estat creat el 1927.
2. Comitè Consultiu per la Fotometria i la Radiometria (CCPR). Nom donat el 1971 a l'antic comitè dedicat a la fotometria creat el 1933.
3. Comitè Consultiu per la Termometria (CCT). Creat el 1937.
4. Comitè Consultiu per la Longitud (CCL). Nom donat el 1997 a l'antic Comitè Consultiu per a la Definició del Metre (CCDM) creat el 1952.
5. Comitè Consultiu per al Temps i la Freqüència (CCTF). Nom donat el 1997 a l'antic Comitè Consultiu per a la Definició del Segon (CCDS) creat el 1956.
6. Comitè Consultiu per la Radiació Ionitzant (CCRI). Nom donat el 1997 a l'antic Comitè Consultiu per als Estàndards de Mesura de la Radiació Ionitzant (CCEMRI) creat el 1958.
7. Comitè Consultiu per les Unitats (CCU). Creat el 1964 va reemplaçar la Comissió per al Sistema d'Unitats creada el 1954.
8. Comitè Consultiu per la Massa (CCM). Creat el 1980.
9. Comitè Consultiu per la Quantitat de Matèria (CCQM). Creat el 1993.
10. Comitè Consultiu per l'Acústica, els Ultrasons i les Vibracions (CCAUV). Creat el 1999.